# Amphoe Phon Na Kaeo
Amphoe Phon Na Kaeo (Thai อำเภอ โพนนาแก้ว) ist ein Landkreis (Amphoe – Verwaltungs-Distrikt) der Provinz Sakon Nakhon. Die Provinz Sakon Nakhon liegt in der Nordostregion von Thailand, dem so genannten Isan.

## Geographie
Amphoe Phon Na Kaeo liegt im Osten der Provinz Sakon Nakhon und grenzt von Süden im Uhrzeigersinn gesehen an die Amphoe Khok Si Suphan, Mueang Sakon Nakhon und Kusuman in der Provinz Sakon Nakhon, sowie an die Amphoe Pla Pak, Huai Phueng und Wang Yang der Provinz Nakhon Phanom.

## Geschichte
Amphoe Phon Na Kaeo ist entstanden aus dem gleichnamigen „Zweigkreis“ (King Amphoe), der am 1. April 1991 gebildet wurde, indem die Tambon Ban Phon, Na Kaeo, Na Tong Watthana und Ban Paen aus der Amphoe Mueang Sakon Nakhon herausgelöst wurden.
Am 5. Dezember 1996 erfolgte die Heraufstufung zu einer vollen Amphoe.

## Verwaltung

### Provinzverwaltung
Der Landkreis Phon Na Kaeo ist in fünf Tambon („Unterbezirke“ oder „Gemeinden“) eingeteilt, die sich weiter in 52 Muban („Dörfer“) unterteilen.
| Nr. | Name             | Thai     | Muban | Einw.  |
| --- | ---------------- | -------- | ----- | ------ |
| 1.  | Ban Phon         | บ้านโพน   | 09    | 06.489 |
| 2.  | Na Kaeo          | นาแก้ว    | 14    | 11.132 |
| 3.  | Na Tong Watthana | นาตงวัฒนา | 11    | 06.762 |
| 4.  | Ban Paen         | บ้านแป้น   | 10    | 06.906 |
| 5.  | Chiang Sue       | เชียงสือ   | 08    | 04.890 |

### Lokalverwaltung
Es gibt drei Kommunen mit „Kleinstadt“-Status (Thesaban Tambon) im Landkreis:
- Ban Phon (Thai: เทศบาลตำบลบ้านโพน), bestehend aus dem gesamten Tambon Ban Phon.
- Na Kaeo (Thai: เทศบาลตำบลนาแก้ว), bestehend aus dem gesamten Tambon Na Kaeo.
- Chiang Sue (Thai: เทศบาลตำบลเชียงสือ), bestehend aus dem gesamten Tambon Chiang Sue.

Außerdem gibt es zwei „Tambon-Verwaltungsorganisationen“ (องค์การบริหารส่วนตำบล – Tambon Administrative Organizations, TAO):
- Na Tong Watthana (Thai: องค์การบริหารส่วนตำบลนาตงวัฒนา)
- Ban Paen (Thai: องค์การบริหารส่วนตำบลบ้านแป้น)